# Бренда Мартинез
Бренда Мартинез (Апланд, 8. септембар 1987) америчка атлетичарка специјалиста за трчање на средње стазе.

## Спортска биографија
У Јуџину јуна 2013. Бренда Мартинез истрчала је лични рекорд на 800 метара 1:58,18. Исте године у Де Мојну, на првенстви САД завршила је као друга 1:58,78 иза земљакиње, Алисије Монтано 1:58,67. Била је и учесница Дијамантске лиге 2013. и крајем јула победила на атлетском митингу у Лондону 1:58,19. На митингу у Монаку у дисциплини 1.500 метара поправила лични рекорд на 4:00,94. Успешну 2013. годину крунисала ја на Светском првенству у Москви освајањем бронзане медаље на 800 метара са новим личним рекордом 1:57,91.

## Значајнини резултати
| Год.  | Такмичење                 | Место            | Дисциплина  | Пласман | Резултат |
| ----- | ------------------------- | ---------------- | ----------- | ------- | -------- |
| 2013. | Светско првенство         | Москва           | 800 м       |         | 1:57,91  |
| 2014  | Светско првенство штафета | Насау            | 4 × 800 м   |         | 8:01,58  |
| 2014  | Светско првенство штафета | Насау            | 4 × 1.500 м |         | 16:55,33 |
| 2014  | Дијамантска лига          | Дијамантска лига | 800 м       | 2.      |          |
| 2015  | Дијамантска лига          | Дијамантска лига | 800 м       | 4.      | детаљи   |

## Лични рекорди
| Дисциплина | Дисциплина   | Резултат | Место    | Даум               |
| ---------- | ------------ | -------- | -------- | ------------------ |
| 800 м      | На отвореном | 1:57,1   | Москва   | 18. август 2013.   |
| 1.500 м    | На отвореном | 4:00,94  | Монако   | 19. јул 2013.      |
| 1.500 м    | У дворани    | 4:09,96  | Фајетвил | 11. фербзуар 2012. |